# Kraftwerk Senoko
Das Kraftwerk Senoko ist ein Öl- und Gaskraftwerk in Singapur, das in der Industriezone Senoko des Distrikts North West gelegen ist. Gegenüber, auf der anderen Seite der Straße von Johor, befindet sich die malaysische Stadt Johor Bahru.
Mit einer installierten Leistung von 3.307 MW ist Senoko das leistungsstärkste Kraftwerk in Singapur.

## Kraftwerksblöcke

### Ölkraftwerk
Die ersten drei Blöcke mit jeweils maximal 120 MW Leistung gingen 1976 ans Netz. Sie waren bis zum Jahr 2000 in Betrieb, als sie durch GuD-Turbinen ersetzt wurden. Die Blöcke 4 bis 6 wurden inzwischen ebenfalls stillgelegt. An ihrer Stelle wurden 2013 zwei GuD-Turbinen (Blöcke 6 und 7 des Gaskraftwerks; siehe unten) mit einer Leistung von zusammen 862 MW in Betrieb genommen. Seit 2013 sind daher nur noch die Blöcke 7 und 8 betriebsbereit. Sie dienen zur Abdeckung von Lastspitzen. Die folgende Tabelle gibt einen Überblick:
| Block | Max. Leistung (MW) | Betriebsbeginn | Turbine | Generator | Dampfkessel |
| ----- | ------------------ | -------------- | ------- | --------- | ----------- |
| 1     | 120                | 1976           |         |           |             |
| 2     | 120                | 1976           |         |           |             |
| 3     | 120                | 1976           |         |           |             |
| 4     | 250                | 10.1978        | Hitachi |           | Hitachi     |
| 5     | 250                | 04.1979        | Hitachi |           | Hitachi     |
| 6     | 250                | 09.1979        | Hitachi |           | Hitachi     |
| 7     | 250                | 06.1983        | Hitachi |           | Hitachi     |
| 8     | 250                | 11.1983        | Hitachi |           | Hitachi     |

### Gaskraftwerk
Das Kraftwerk besteht aus insgesamt 7 Blöcken unterschiedlicher Leistung, die von 1991 bis 2013 in Betrieb gingen. Sie dienen zur Abdeckung der Grundlast. Bei den Blöcken 1 und 2 handelte es sich ursprünglich um einfache Gasturbinen, die nachträglich zu GuD-Turbinen erweitert wurden. Die folgende Tabelle gibt einen Überblick:
| Block | Maschine | Max. Leistung (MW) | Betriebsbeginn | Turbine              | Generator            | Dampfkessel |
| ----- | -------- | ------------------ | -------------- | -------------------- | -------------------- | ----------- |
| 1     | 1        | 131                | 1991           | Siemens              | Siemens              | Biro        |
|       | 2        | 131                | 1991           | Siemens              | Siemens              | Biro        |
|       | 3        | 163                | 07.1996        | Siemens              | Siemens              |             |
| 2     | 4        | 131                | 1991           | Siemens              | Siemens              | Biro        |
|       | 5        | 131                | 1991           | Siemens              | Siemens              | Biro        |
|       | 6        | 163                | 11.1996        | Siemens              | Siemens              |             |
| 3     | 7        | 235                | 02.2002        | ABB                  | Alstom Power         | CMI         |
|       | 8        | 130                | 02.2002        | Hitachi/ABB          | Hitachi/ABB          |             |
| 4     | 9        | 235                | 07.2004        | Alstom Power         | Alstom Power         | CMI         |
|       | 10       | 130                | 07.2004        | Hitachi/Alstom Power | Hitachi/Alstom Power |             |
| 5     | 11       | 235                | 12.2004        | Alstom Power         | Alstom Power         | CMI         |
|       | 12       | 130                | 12.2004        | Hitachi/Alstom Power | Hitachi/Alstom Power |             |
| 6     |          | 431                | 02.2013        | MHI                  | MHI                  | MHI         |
| 7     |          | 431                | 02.2013        | MHI                  | MHI                  | MHI         |

## Eigentümer
Im September 2008 verkaufte Temasek Holdings Senoko Power Pte Ltd. für 3,65 Mrd. S$ an das Lion Power consortium. Das Konsortium besteht aus den japanischen Firmen Marubeni (30 %), Kansai Electric Power Company (15 %), Kyūshū Electric Power Company (15 %) und der Japan Bank for International Cooperation (10 %) sowie der französischen GDF Suez (30 %).
Am 13. Januar 2010 änderte Senoko Power seinen Namen und wurde zu Senoko Energy Pte Ltd.